# Jacob de Heusch
Jacob de Heusch (1656, Utrecht - 1701, Amsterdam) est un peintre néerlandais du siècle d'or. Il est connu pour ses peintures de paysages italianisants.

## Biographie
Il est né en 1656 à Utrecht aux Pays-Bas et y est baptisé le 23 novembre 1656.
Il est le neveu du peintre Willem de Heusch, auprès duquel il apprend la peinture. En 1675, il entreprend un voyage en Italie et séjourne à Rome. Là-bas, il rencontre de nombreux peintres et des notables qui lui passent des commandes. Il devient membre de l'association des peintres de la Bande des Oiseaux, les Bentvueghels, qui regroupe de nombreux peintres hollandais œuvrant en Italie. Il demeure de nombreuses années à Rome, et peint des paysages en s'inspirant de la peinture de Salvatore Rosa. Il séjourne également à Venise. De retour à Utrecht, il partage avec son frère, un receveur des postes, le même toit. Il devient moins productif, et privilégie les voyages d'agrément. En 1698, il se rend à Berlin avec un ami des Bentvueghels, Johan Teyler. Un peu plus tard, un voyage d'agrément le conduit à Amsterdam pour rencontrer des amis peintres des Bentvueghels, Albert van Spiers et Jan van der Keere. Sur le chemin, il est victime d'une mauvaise chute de son carrosse, et meurt des suites de ses blessures.
Il décède le 8 mai 1701 à Amsterdam.

## Œuvres
- Paysage avec chute d'eau[2], Centraal Museum, Utrecht
- Paysage côtier, Musée Fabre, Montpellier
- Campagne romaine[3], Musée des beaux-arts, Rouen
- Port italien[4], Musée de l'Ermitage, Saint-Pétersbourg
- Paysage avec des bergères en train de danser[5], Musée de l'Ermitage, Saint-Pétersbourg
- Paysage avec une cascade et Paysage avec une marine Ca' Rezzonico, Venise

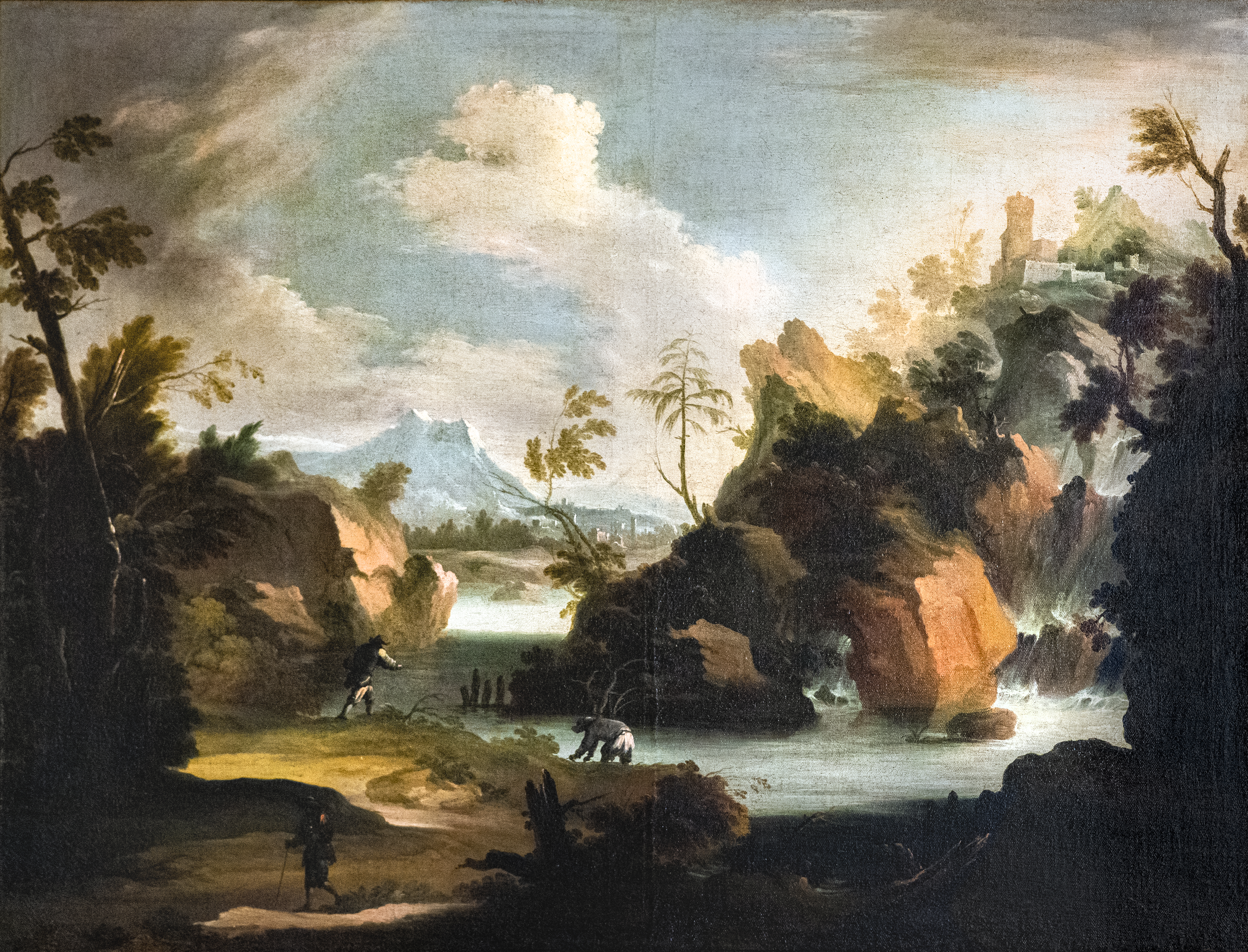
Paysage avec une cascade Ca' Rezzonico, Venise
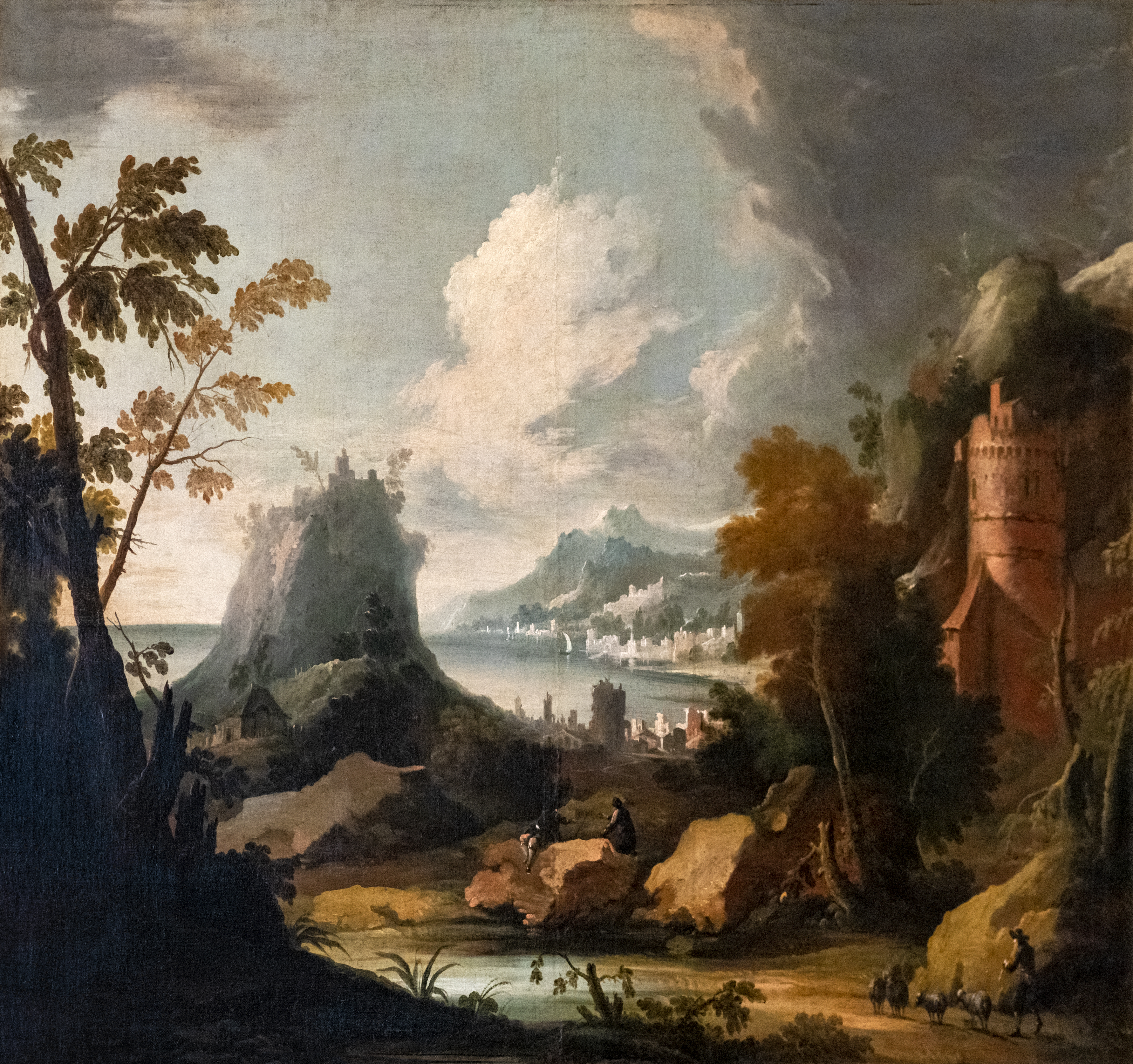
Paysage avec une marine Ca' Rezzonico, Venise